# Ендимион (митология)
Ендимион, среща се и като Ендюмион (на старогръцки: Ἐνδυμίων, Endymion), в гръцката митология е красивият любим на лунната богиня Селена, която по-късно е отъждествявана с Артемида (римската Диана).
Ендимион е овчар-принц, ловец и астроном в Кария (Мала Азия), също цар на Елида на Пелопонес. Той е син на Етлий, първият цар на Елида, и на нимфата Калика, дъщеря на Еол и Енарета (по друга версия е син на Зевс).
Според легендата Селена се влюбила в овчаря-принц. Тя го скрила в пещера в Кария, приспала го завинаги с помощта на Зевс, за да не умре, и всяка вечер отивала при него. Те имат 50 дъщери. Според друга версия негова жена била Хромия, щерката на Итон, сина на Амфиктион, а за трети тя е Хиперипе, дъщерята на Аркад.
Освен това Ендимион е баща на Етол, Пеон, Епей и Еврикида. За да определи наследника си на трона в Елида, той прави състезание в Олимпия между тримата си синове, на което победител е Епей.
Зевс го взел при боговете на Олимп.
- Сънят на Ендимион, Лувър, Париж
- Ендимион и Селена (1713), Англия